# ヴァルヴァ
ヴァルヴァ（伊: Valva）は、イタリア共和国カンパニア州サレルノ県にある、人口約1,600人の基礎自治体（コムーネ）。

## 地理

### 位置・広がり

#### 隣接コムーネ
隣接するコムーネは以下の通り。括弧内のAVはアヴェッリーノ県所属を示す。
- カラブリット (AV)
- カポゼーレ (AV)
- コッリアーノ
- ラヴィアーノ
- オリヴェート・チトラ
- セネルキア (AV)

## 行政

### 分離集落
ヴァルヴァには、以下の分離集落（フラツィオーネ）がある。
- Madonnella, Serra Casigliano, Contrada Ortelle